# Scarlett Hellfeier
Scarlett Hellfeier (* 18. Oktober 1991) ist eine ehemalige deutsche Fußballspielerin, die als Torhüterin aktiv gewesen ist.

## Karriere
Hellfeier begann beim SV Schwafheim mit dem Fußballspielen und war im weiteren Verlauf für den VfL Repelen als Abwehrspielerin aktiv. Im Sommer 2008 wechselte sie in die Regionalliga West zum GSV Moers, für den sie am 29. August 2010 gegen Alemannia Aachen debütierte. 2011 folgte sie ihrer Schwester Alice zum FCR 2001 Duisburg, für den sie am 16. Oktober 2011 in der 2. Bundesliga Nord gegen den Mellendorfer TV debütierte. 2014 schloss Hellfeier sich gemeinsam mit ihrer Schwester dem FCR Nachfolgeverein MSV Duisburg an, bei dem sie sich im Winter desselben Jahres – aufgrund von Verletzungssorgen einiger Spielerinnen des MSV – zur Torhüterin umschulen ließ. Am 5. November 2016 (7. Spieltag) debütierte sie in der Bundesliga bei der 0:6-Niederlage im Auswärtsspiel gegen den SC Sand. Im Sommer 2017 verließ sie gemeinsam mit ihrer Schwester Duisburg, mit der sie sich dem in der Niederrheinliga vertretenen SV Budberg anschloss.

## Persönliches
Ihre zwei Jahre jüngere Schwester Alice ist ebenfalls Fußballspielerin und spielte als Innenverteidigerin, zuletzt beim MSV Duisburg. Hellfeier arbeitet neben der Karriere als Verwaltungsangestellte bei einem christlichen Verwaltungsträger.